# 元遥
元遥（467年—517年10月2日），字俢远，一字太原，河南郡洛阳县（今河南省洛阳市东）人，追尊魏景穆帝拓跋晃之孫，京兆康王拓跋子推次子，北魏宗室、官员。

## 生平

### 孝文帝时期
元遥有才具与名望，虚龄十三岁时受到魏孝文帝元宏的器重，特意优待引荐参与朝会，与诸王同列。太和十七年，北魏颁布《职员令》，元遥以下大夫为起家官。北魏迁都洛阳后，元遥出任员外散骑常侍、兼任武卫将军，又转任北中郎将，兼任侍中。太和二十二年（498年），魏孝文帝南征樊邓，元遥署理左卫将军，跟随南征。当时魏孝文帝在汉江展示军威，于上巳节设置宴会，魏孝文帝与彭城王元勰赌射箭，左卫将军元遥和元勰一组，右卫将军杨播和魏孝文帝一组。元遥射中箭靶正中心，已得满分。魏孝文帝说：“左卫已得满分，右卫不得不停止射击。”杨播回答说:“仰仗皇上的恩德，或许可以一争。”杨播于是弯弓发箭，也是正中靶心。魏孝文帝笑着说:“养由基箭术的精妙，又怎能超过这呢？”元遥因为有军功，正式出任左卫将军、封饶阳男。太和二十三年（499年），南齐进犯北魏，魏孝文帝亲征，魏军抵达马圈后，魏孝文帝患上重病，特意命令太师彭城王元勰和元遥侍奉，魏孝文帝去世的时候，就是在元遥怀中。魏孝文帝死后一旬零二天，元遥前往京城奉迎太子元恪到鲁阳，正式发布魏孝文帝的死讯。

### 宣武帝时期
景明初年，元遥出任平西将军、泾州刺史。元遥因为生母去世，上表请求解除职务，魏宣武帝诏令以非直系亲属的余尊厌，不准许。元遥很快被征召出任七兵尚书，又升任中领军，在任内受到称职的赞誉。正始三年五月，南梁进攻北魏，五月壬午（506年6月24日），魏宣武帝元恪诏令尚书元遥率领军队前往讨伐。永平元年（508年）至延昌元年（512年）之间，元遥出任镇东将军、冀州刺史。元遥在冀州以胡人没有籍贯，无法分辨奸人和好人，命令所有胡人都设置籍贯。元遥又以胡人们设置了籍贯，就应该交税，以充实军费。胡人们不愿交税，就共同诬陷元遥，说元遥受贿得到了金子和马匹。御史调查罪证，事情与胡人们所说的相同，元遥被定罪免职。元遥不断的上诉伸冤，魏宣武帝敕令有关部门重新追究，元遥才被昭雪，回朝出任护军，加右光禄大夫。延昌三年十一月，司徒高肇作为主帅讨伐川蜀，十一月乙卯（514年12月12日），中护军元遥出任征南大将军、都督南讨诸军事率兵前往南方，配合伐蜀作战，魏宣武帝征召杨大眼出任太尉长史、持节、署理平南将军、东征别将，隶属元遥。延昌四年（515年）正月，魏宣武帝去世，朝廷发出敕令停止南征，魏孝明帝元诩给高肇和元遥等人写信，用委婉的方式告知他们魏宣武帝的死讯，元遥接受诏令班师回朝。

### 平定大乘
延昌四年六月，冀州僧人法庆造作怪异的妖术，就游说勃海人李归伯，李归伯就全家跟随法庆，召集乡民，推举法庆为首领。法庆任命李归伯为十住菩萨、平魔君司、定汉王，自号“大乘”，宣称杀死一人做一住菩萨，杀死十人做十住菩萨。法庆又调和狂药，让人服下后，父子兄弟都不再认识，仅仅以杀人为业。法庆于是聚集民众杀死阜城县县令，攻克勃海郡，杀害官吏和百姓。冀州刺史萧宝夤派遣兼任长史崔伯驎讨伐，魏军在煮枣城战败，崔伯驎战死。法庆的党徒于是强盛，所在之处屠杀寺院，杀戮僧人和尼姑，焚烧佛经佛像，说是新佛出世，除去旧魔鬼。七月丁未（515年8月1日），魏孝明帝元诩诏令元遥出任使持节、征北大将军、都督北征诸军事，统帅步兵骑兵十万人马前往讨伐，部下还有长乐郡太守李虔、左民郎中张始均、兼任散骑常侍高绰、开府中兵参军封隆之等人。法庆相继进攻元遥的部队，元遥都击败了他们。元遥派遣辅国将军张虬等人率领骑兵追击，九月甲寅（515年10月7日），魏军击败了法庆，生擒法庆和他的妻子尼姑惠晖以及叛军头目百余人，将他们斩首后传送首级到京城。元遥之后又俘虏了李归伯，将他在都城的街市斩首。

### 宗室革籍
当初，元遥的大功兄弟，都是魏景穆帝拓跋晃的孙子，到魏孝明帝时服属断绝，所以朝廷除去元遥等人的宗室属籍。元遥上表说：“私下听说圣人之所以面向南而治理天下，有不可以改变的，是亲，是尊。四代后緦服完结，五代后袒衣免冠，六代以后亲属关系竭尽。在这之外的，还维系姓氏而不加区别，在一起饮食而没有不同。另外《律》文所说的议亲，不仅是当代的亲属，指的是先帝的五代。恭谨探寻这一旨意，是用以增广皇帝的宗属，加大国家的牢固。先帝之所以改变这一条例，实行另外的制度，是在太和末年，正有意攻占三吴和川蜀，开始经营的用度，在起初就深入考虑，割减亲戚的起源，在当时是权宜之计。而临淮王拓跋提，在分开宗室属籍的开始获得魏孝文帝赐给的布帛三千匹，是表明看重分离；乐良王元长命也获得赐给的缣二千匹，是用以保持慈爱眷恋。这都是先朝殷勤思虑，不得已而这样做的。古人说过，百足的虫子至死不僵硬，是因为辅助自己的多。臣下实在不妄想要亲登大殿台阶，苟且求取华屋，只是担心大宗一分开，天子亲属名册上不过十几人而已。在汉朝，诸王的儿子不论多少都裂土分封，称之为侯。到了魏晋，无不广赐河山，称之为公，大概是鼓励大宗不牢固，骨肉的恩情疏远了。臣和皇上虽然是离开五代的远亲，但是于先帝就是天子的孙子。魏孝文帝所以封国有俸禄又给予衣食，皇后的亲族仅仅给俸禄不给衣食，是用来区别内外限定的相同和差异。现在各庙子孙的情感，心中没有忘怀；行路之人的悲伤，很快已经触及。所以分封的人，三年服丧期满，然后就改换服装。现在朝廷还处于先帝死亡的悲痛中，就商议这件事，实在不安心。”魏孝明帝诏令尚书广泛议论后上报。尚书令任城王元澄、尚书左仆射元晖上奏赞同元遥的奏疏，灵太后不听。

### 去世
熙平二年九月二日（517年10月2日），元遥在私人住宅中去世，虚岁五十一，魏孝明帝在东堂为元遥举哀，朝廷追赠使持节、车骑大将军、仪同三司、雍州刺史，其余官职如故，谥号宣公，依照礼节葬于洛阳西陵。

## 墓地和墓志
1919年，人们在河南洛阳城北后海资村南凹发掘到元遥之墓，除出土大量随葬陶器外，还有墓志一方，该墓志收录于《汉魏南北朝墓志汇编》。

## 分析
吉林大学古籍研究所副教授刘军据元遥墓志指出，元遥虽为三朝元老，但人生的主要活动集中在孝文、宣武两朝，孝明帝初虽仍有建树，但已经是日薄黄昏、大幕垂落。刘军用自制的年谱同《魏书》、《北史》中元遥本传进行比对，发现正史对元遥孝文、宣武帝时的辉煌业绩敷衍了事、一笔带过。但正史对于元遥晚年的记录格外翔实，甚至张冠李戴，将宣武朝的事情移植到孝明朝。

### 元遥与孝文帝的关系
刘军指出，元遥与孝文帝同龄，但在行辈上却是孝文帝的堂叔。孝文朝是元遥事业腾飞的起点，因此，他与孝文帝的关系及其在太和政坛中的地位便成为无法回避的问题。对此，《魏书·元遥传》沉寂无闻，墓志却提供了重要的线索。据墓志所载，元遥“年十三，为高祖所器，特被优引朝会，令与诸王同”。也就是特准以王的身份列席朝会、站班议事。这对于年幼尚为自身的宗室子弟而言可是无上的荣耀，遍检史籍，受此礼遇者寥寥无几。由此可见，元遥很早就博得孝文帝的赏识，并与之结成莫逆之交。这或许与他特殊的身世背景有关。当时景穆帝后裔的势力如日中天，是国家公职的主要候选群体，元遥作为其中一员被重点培养完全合乎情理；况且，其父京兆王拓跋子推在乙浑之乱中入京勤王，为政权巩固立有不世之勋。正是凭借这些因素，元遥才会脱颖而出。墓志又载，元遥于太和十七年（493年）以下大夫为起家官，据前《职员令》，此职位列正四品上，这个起家标准明显高于景穆诸房同侪元寿安、元飏、元钦、元汎略、元修义、元固。次年，北魏迁都，元遥迅即升任员外散骑常侍、兼武卫将军，官居从二品下。由起家到首次迁转，短短一年内，晋升幅度竟高达三阶，这在严格遵循逐级升迁原则的北魏官场是极为罕见的。元遥早年的仕宦履历证明其身份确实非同凡响。值得注意的是，元遥此时进入禁卫系统供职，拉近了与皇帝的距离，也为日后跻身统治核心铺平了道路。后来，孝文帝又委元遥以洛阳北部防务之重任，授北中郎将；并兼任侍中，使其获得出入禁中的资格。元遥真正进入最高决策层是在太和二十二年（498年），当年他以左卫将军之职随驾征讨樊、邓，成为孝文帝最为信赖的将领。《魏书·杨播传》记载元遥和孝文帝进行了赌射，既能与皇帝赌射游戏，必是亲信近臣。实际上，元遥与中军大将军、彭城王元勰和右卫将军杨播在亲征之际组成了临时性的御前枢密机构，协助皇帝统筹军政事务。三人当中，元遥贵为皇孙，地位仅次于元勰，所以后来才有二人侍疾之事。元遥陪伴孝文帝走完了生命的最后历程，说明他与元勰一样，同是孝文帝的左膀右臂、股肱之臣。元遥毕生与孝文帝结下了不解之缘，早年深受青睐，破格提拔；刚过而立，即进入权力中枢；后半世的挫折亦由此埋下伏笔。正所谓“成也萧何，败也萧何”。正史对元遥的这段往事采取选择性“遗忘”，其中确有隐情。

### 宣武帝的宗室政策与元遥的人生变轨
孝文帝驾崩后，元遥配合彭城王元勰稳妥地处置善后事宜，迎皇太子元恪至鲁阳即位发丧，使权力实现顺利交接。在此过程中，元遥居功至伟，“百司始伏其深谋也”，自然成为朝野
瞩目的焦点人物。孰料好景不长，他迅猛的上升势头很快便因宣武帝调整宗室政策戛然而止，并从此跌入人生的低谷。孝文帝重用宗室，尤其是五服以内的近宗。置身皇权的羽翼下，有服宗亲的实力不断膨胀，甚至可以左右政局的走向，这对宣武帝的统治造成了严重威胁。有鉴于此，初登大宝的宣武帝反其道而行，利用恩悻、外戚和出服疏宗抢占权力领地，曾经风光无限的宗室近支备受打压。具体落实到元遥，这位集前朝重臣、骨肉至亲于一身的人物的陨落也就势所难免了。首先，元遥被调离长期效命的禁卫岗位，“景明初，除平西将军、泾州刺史”。北魏禁军不只是卫戍京师的军事单位，同时又是不容小觑的政治势力，他们凭借与皇帝接触之便，逐渐拥有了参与枢机的权利，前文述及的孝文帝军中御前会议就是以禁军指挥层为班底的。故元遥的离职意味着被排挤出权力中枢。元遥并非个案，有过类似遭遇的宗室近亲不在少数，如同为景穆皇孙的武卫将军元嵩“出为平南将军、荆州刺史”，右卫将军元丽“为使持节、都督、秦州刺史”。取而代之的是元晖、元珍、元鸷等一干疏族。这些事例表明，宣武帝着力整肃禁卫队伍，旨在清除近宗的存在和影响，从而使禁军能够俯首帖耳。所以说，元遥出镇泾州具有深刻的政治内涵，绝非常规的人事调动。其次，元遥宣武帝时外任与在朝的时间基本持平，他先后于景明及永平年间镇守泾州、冀州，达七八年之久，由于远离京师，他的政治地位渐趋边缘化，社会声望随之骤降。再次，元遥虽数度被征入朝，在军事机关出任七兵尚书、中领军、中护军等显职，但是军权牢牢掌握在皇帝亲信于氏家族手中，恐其颇受掣肘，难有作为，徒装点门面而已。在朝期间，元遥还两度领兵出征，分别是正始三年（506年）进击宿豫、梁城、合肥一线及延昌三年（514年）配合大将军高肇伐蜀，墓志着重叙述了后者。在此过程中，宣武帝也并未放松对他的防范，派遣心腹爪牙杨大眼作为元遥别将似有督责之目的，因为北魏时期以副将监军是不成文的惯例。而且杨大眼“持节”，享有临阵斩将的军事裁判权，这显然是对元遥统帅权的制约。无独有偶，当年景穆皇孙元英攻打义阳，宣武帝曾委派直寝羊灵引为军司予以节度。由此可知，宣武帝尽管任用景穆后裔，但时刻保持高度的警惕。总之，元遥在宣武朝境遇不佳，既不为重用，又饱受猜忌，不难想象他在承受巨大落差时内心的愤懑与忧郁。与墓志详载元遥宣武时事相反，《魏书》本传的内容仅一残句:“世宗初，遭所生母忧，表请解任，诏以余尊所厌，不许。”此句在行文当中并不起眼，但若结合事件的整个原委则体现出特殊的含义，说明元遥不堪重压，有意辞官隐遁、逃离是非，无奈深陷政治漩涡无法自拔，只能在艰险的仕途上任人摆布。《魏书》的记载极为简短，且有明显剪裁拼接的痕迹，何以会出现这种状况?笔者以为，不能把它简单地归结为技术问题，潜藏的政治意图才是根本。元遥是宣武帝宗室政策典型的受害者，遭到了不公正的对待。事实上，宣武帝苛禁宗室的做法不得人心，任城王元澄“常恐不全，乃终日昏饮，以示荒败”；彭城王元勰“绝知己之游，唯对妻子，郁郁不乐”；阳固有感于“宗室大臣，相见疏薄”，作南、北二都赋以讽谏。于是就出现了为元遥鸣不平的声音，就连孝明帝也“伤公巨效之未酬，慨公往而不待”，故给予特别追赠“仪同三司”以作补偿。如此一来，统治者会担心世人借元遥为口实攻讦宣武帝的施政，影响皇室的尊严。所以，北魏史官在编撰国史时把元遥的遭遇彻底抹除，以规避政治风险；同时为防止产生强烈的对比效应，挑起读者的疑窦，连带着将其孝文朝的功业也一并掩盖。魏收修史不求甚解，照搬照抄，呈现给后人的便只有那段孤立的文字。现今只有根据墓志方能还原它的本义，而史家不经意间的流露也道破了墓志铭平淡背后的心绪纠结。

### 孝文帝的宗室改革与元遥的宗籍问题
魏孝明帝即位后，援引先皇“当世五属”或“四庙子孙”的界定标准甄别宗室，魏孝明帝的有服宗亲仅限于文成帝、献文帝、孝文帝和宣武帝四帝的子孙，元遥作为景穆帝的后裔已经出服，逸出了皇帝服纪的上限，所以被革籍。刘军指出有三个问题需要澄清
一，魏景穆帝后裔众多，为何辨族的矛头专指元遥。据记载，魏孝文帝于太和十七年（493年）推进宗室族制改革，变平等无别的直勤传统为亲疏有序的家族关系，孝文帝将宗室压缩为以本人为中心，上到高祖、下至玄孙、旁及五世的狭义的家族结构，这或许受到了王肃所传南朝王俭《丧服记》的影响。不过，据刘军本人的研究，由于触及利益广、操作难度大，辨族工作在孝文帝死后即告终止，朝廷仍旧沿袭拓跋遗俗，以始祖神元帝拓跋力微的全体后裔作为宗室的范围。时隔十余载后，当年的旧事重提，令人颇感突兀，而且目标只锁定元遥一人，其他景穆后裔似未受波及，如主持商议此事的任城王元澄泰然处之，并无激烈的反应；城阳王元徽照旧以“皇家亲近”自视。刘军认为，这与元遥卷入新的政争有关。就在孝明帝即位不久的延昌四年六月，冀州爆发了以沙门法庆为首的大规模邪教叛乱，造成严重的破坏。次月，元遥衔命出征，统领十万步骑三月内平叛。《魏书》和墓志对此皆大加赞颂，不料本应皆大欢喜的好事却又平添了几多烦恼。据《魏书·张始均传》的记载，元遥讨伐大乘教的时候杀戮众多，尸体积攒的都有数万，军人又看中收集首级领功，光是张始均检查集合起来烧掉的都有数千。这说明讨逆军纪律废弛，杀伐过滥，元遥作为主帅，难逃其咎。元遥纵容官兵，有激励士气的用意，因为墓志坦言当时“悬军远袭，寇旅既强，人无斗志”。法庆叛乱具有广泛的社会基础，参加者中不乏乡绅名望，如勃海李归伯之流。这些人牵扯其中，难免会受到官军的骚扰和伤害，于是心怀怨恨，便借助朝中友朋的势力向元遥发难。而真正有兴致揣摩丧礼五服，并以此为整人手段的也只能是这些迂腐教条的河北士族。当然也不排除个别朝廷官员嫉贤妒能、落井下石的可能。总之，元遥革籍事件是针对他个人的斗争，并无普遍意义。
二，关于孝文帝变更宗室族制的初衷。元遥在奏疏中曾经提到：“先皇所以变兹事条、为此别制者，太和之季，方有意于吴蜀，经始之费，虑深在初，割减之起，暂出当时也。”也就是说，此项改革是迫于经济压力的权宜之计。北魏前期，基于氏族平均分配的习俗，国家以“亲恤”的名义无差别地发放宗室补助，其数额之巨令国库捉襟见肘，孝文帝缩编宗室规模正是为了削减这笔开支。元遥试图以此论证在财政已然好转的时候重启辨族程序并不符合先皇的本意。元遥墓志明白无误地告诉我们元遥是孝文帝的贴身侍臣，他肯定了解皇帝施政的意图，这就为分析拓跋族制演变提供了新的视角。前辈学者一味强调礼制因素在此过程中的作用，忽略了现实动机，不能不说是个缺憾。而《元遥墓志》间接地成为破解悬疑的锁钥。
三，元遥死后，宗室身份能否得以保留。孝明帝熙平初年，元遥大限已届、回天乏术，削夺宗籍更如雪上加霜，难道他注定要带着遗憾离开人世？元遥墓志中有“降宝星宫，分光帝绪”一节；颂铭与之呼应“庄哉氏胄，巨胤泻源，齐光日月，等覆乾坤。”类似的语句在北朝墓志中司空见惯，都是皇亲国戚自我标榜的套话。如《元斌墓志》：“帝绪绵邈，王迹婵联。分峰昆岳，籍润沧源，本枝郁矣，磐宗在焉。”《元茂墓志》：“君文沦皇源，蝉绵国绪。”又《元周安墓志》：“同资帝绪，分命公门。”三方墓志的主人同为景穆帝后裔，既然他们的宗室名分没有受到质疑，那么措辞与之雷同的元遥也应等同视之。《元遥墓志》敢于如此行文，必定秉承了官方意志，表明革籍一事没有真正执行，朝廷依然承认元遥的宗室身份。这固然是念及他恪尽职守、功勋卓著，最主要的还是孝文帝折衷理想与现实的辨族主张有悖于“广帝宗、重磐石”的宗法原则而难以贯彻。

## 家庭

### 兄弟
- 元太兴，北魏夏州刺史、卫尉卿、西河康王
- 元恒芝，北魏仪同三司、宣穆公
- 元泰安，北魏广平内史
- 元坦，北魏步兵校尉、城门校尉
- 元某，北魏洛州刺史、武公
- 元某，北魏侍中、特进、左光禄大夫、骠骑大将军、仪同三司、昌乐公

### 夫人
- 安定梁氏[1]